# Klaus Peter Jantke
Klaus Peter Jantke (auch Klaus-Peter Jantke; * 1951 in Berlin) ist ein deutscher Mathematiker, Informatiker, Hochschullehrer und Spielforscher. 

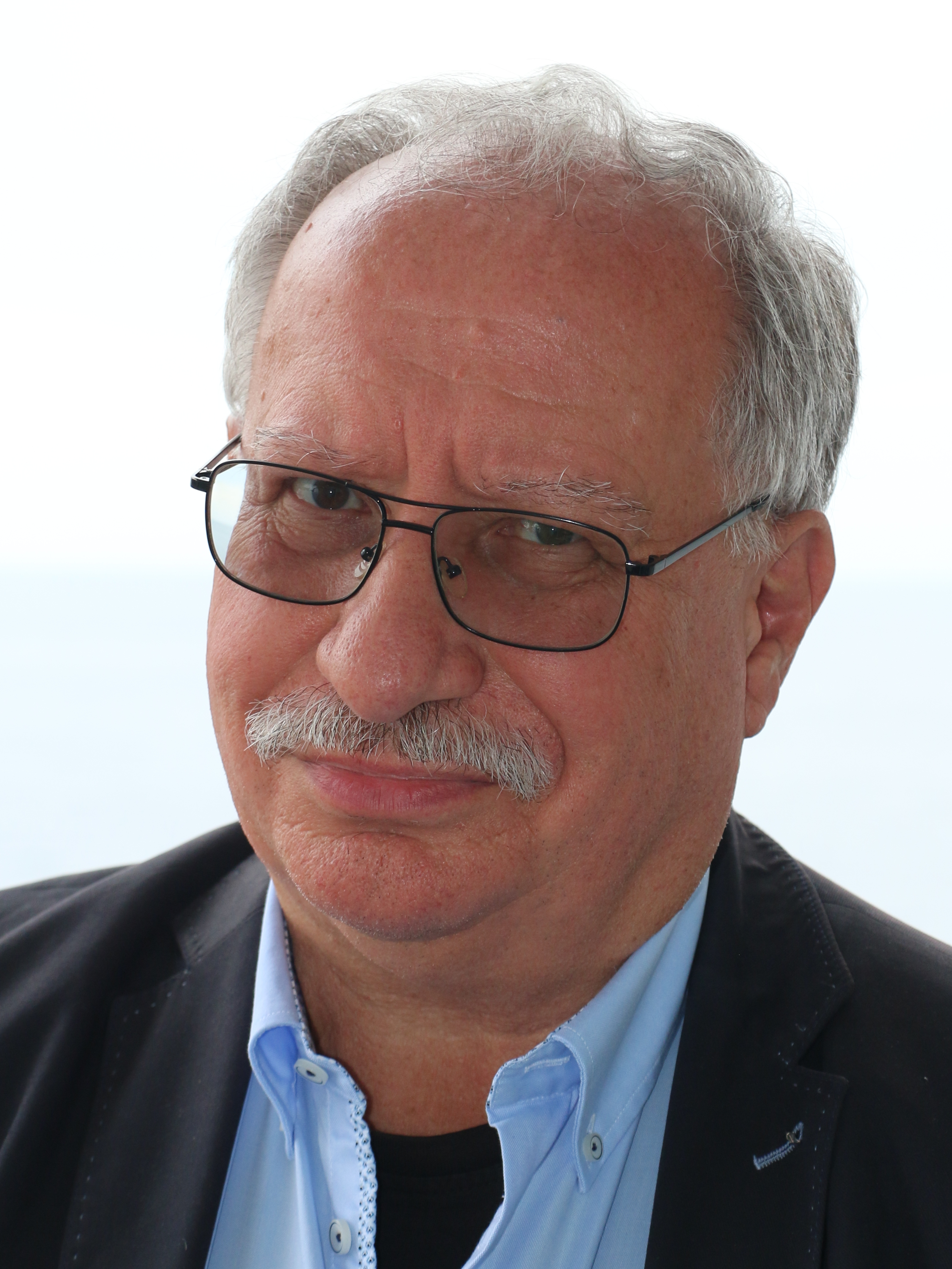
Klaus Peter Jantke (2019)

## Leben

### Abitur, Studium und Promotion
Jantke beendete seine Schulzeit 1970 mit dem Abitur an der Spezialklasse für Mathematik der Humboldt-Universität zu Berlin.
Er schloss sein Mathematikstudium an der Humboldt-Universität mit dem Diplom auf dem Gebiet Mathematik, Theoretische Informatik ab.
Für seine Diplomarbeit erhielt er 1976 den Karl-Weierstraß-Preis.
1979 promovierte er bei Helmut Thiele auf dem Gebiet der Informatik mit Schwerpunkt Künstliche Intelligenz zum Thema Leistungsfähigkeit und Kompliziertheit universeller Verfahren zur Erkennung allgemein-rekursiver Funktionen mit summa cum laude. Jantke erhielt für seine Dissertation den Humboldt-Preis der Humboldt-Universität zu Berlin.

### Berufstätigkeit

#### 20. Jahrhundert
Jantkes Habilitationsschrift 1984 hatte das Thema Ein allgemeiner Zugang zu Problemen der induktiven Inferenz. 1985 bis 1987 arbeitete Jantke als Stellvertretender Direktor des Rechenzentrums der Humboldt-Universität. Seit 1985 war er Dozent. Im Alter von 35 Jahren wurde er 1987 zum Ordentlichen Professor für Theoretische Informatik und Grundlagen der Künstlichen Intelligenz an die Technische Hochschule Leipzig berufen.
Ab 1996 war Jantke Wissenschaftlicher Mitarbeiter (SERC Research Fellow) an der University of Stirling in Schottland, Gastprofessor am International Computer Science Institute in Berkeley Kalifornien und an den Fujitsu Research Labs in Numazu, Japan, Ordentlicher Professor an der Universität Kuwait und Stiftungsprofessor der Hitachi Software an der Universität Hokkaidō, Sapporo, Japan.
Jantke lehrte an Hochschulen in Berlin, Chemnitz, Cottbus, Darmstadt, Erfurt, Ilmenau, Leipzig und Saarbrücken.
Er war leitend beteiligt an Projekten des Bundesministeriums für Bildung und Forschung, des Bundesministeriums für Wirtschaft und Energie, der Deutschen Forschungsgemeinschaft, der NATO und des Stifterverbands für die Deutsche Wissenschaft. Er leitete Kooperationsprojekte mit Industrieunternehmen und Banken mit einzelnen Projektvolumina bis 10 Millionen Euro.
Seit 1998 ist er „Specially Appointed Professor“ an der Fakultät für Ingenieurwissenschaften der Universität Hokkaidō, Sapporo, Japan.
Jantke arbeitete über Final Algebra Semantics, nichtmonotone und induktive Logik, Termersetzungssysteme, Reactive Planning, Informationssicherheit, E-Learning, Maschinelles Lernen, Künstliche Intelligenz, Gamification und Computerspiele.
Seit Ende 1998 war Jantke Principal Researcher am Deutschen Forschungszentrum für Künstliche Intelligenz (DFKI) und leitete Projekte im Bereich IT-Security, Machine Learning und E-Learning. Außerdem wirkte er in der Lehre an den Universitäten Darmstadt und Saarbrücken.

#### 21. Jahrhundert
Anfang des 21. Jahrhunderts baute Jantke das Kompetenzzentrum für E-Learning beim Deutschen Forschungszentrum für Künstliche Intelligenz (DFKI) auf, dessen erster Leiter er wurde.
2006 wurde Jantke der deutschlandweit erste Professor für Computerspiele.
Von 2005 bis 2007 arbeitete Jantke an der Technischen Universität Ilmenau, Forschungsinstitut für Informationstechnologien.
2005 bis 2007 war Jantke Leiter des Fachgebietes Multimediale Anwendungen des Instituts für Medien- und Kommunikationswissenschaft der Technischen Universität Ilmenau.
Dort baute er die Lehre und Forschung auf dem Gebiet Digitale Spiele auf. Er führte die Ilmenauer Taxonomie für Digitale Spiele ein mit eigenen Pattern-Begriffen und den auf die Forschung zugeschnittenen Spielen Jostle und Gorge. Gleichzeitig lehrte er zum Thema Digitale Spiele an den Universitäten in Darmstadt, Leipzig und Ilmenau.
Auf Konferenzen in den USA hielt Jantke Hauptvorträge zu Themen wie „Games That Do Not Exist“ und „When the True Criminal Gets Virtual, the Virtual Crime Gets Real“.
2008 baute Jantke die Abteilung Kindermedien am Fraunhofer-Institut für Digitale Medientechnologie auf. Jantke gründete 2007 die erste deutsche Games Master Class in Leipzig und wurde deren Direktor. Seit 2008 findet sie im Sommer- und im Wintersemester in Erfurt statt.  2009 initiierte Jantke die Fraunhofer Talent School Medien und Technologie, leitete sie 7 Jahre lang und führte jährlich einen Workshop Computerspiele als Forschungsthema durch.
2016 war Jantke Mitglied des Interdisciplinary Center of E-Humanities in History and Social Sciences (ICE) der Universität Erfurt.
2008 bis 2016 war Jantke im Fraunhofer-Institut für Digitale Medientechnologie (IDMT) Leiter der Abteilung Kindermedien. Seit 2016 ist er bei der Firma ADICOM für Forschung und Entwicklung verantwortlich (Chief Scientific Officer).
Für den Zeitraum 2019–2021 ist Jantke als Berater des Sino-German Industrial Design Center zur Entwicklung der chinesisch-deutschen Wirtschaftskooperation berufen worden.

### Als Autor (Auswahl)
- Hans-Holger Wache, Ronny Franke, Oksana Arnold, Klaus P. Jantke: Occupational Accident Prevention Training through Experiencing Stories of Success in Time Travel Prevention Games. International Journal of Advanced Corporate Learning (iJAC), 18(1), S. 123–137. online
- Oksana Arnold, Wolfgang Hölzer, Klaus P. Jantke: Generative AI for Education, Research and Discovery: Issues of Conjectures and Refutations. Journal of Contemporary Educational Theory & Artificial Intelligence, 1(2024)3.
- Oksana Arnold, Ronny Franke, Klaus P. Jantke, Rainer Knauf, Tanja Schramm, Hans-Holger Wache: Deontic Knowledge Representation and Reasoning in Industrial Accident Prevention Training by Means of Time Travel Prevention Games. International Journal of Advanced Corporate Learning (iJAC), 17(2), S. 4–16. online
- Oksana Arnold, Klaus P. Jantke: Verständliche Künstliche Intelligenz in Assistenzsystemen an Mensch-System-Schnittstellen, Kapitel in Lars Heim, Sebastian Gerth (Hrsg.): Entrepreneurship der Zukunft, Springer, 2023, ISBN 978-3-658-42059-8 online
- Klaus P. Jantke, Hans-Holger Wache, Ronny Franke: Time Travel Gamification: From Theoretical Concepts to Practical Applications. In: Branislav Sobota (Hrsg.): Game Theory - From Idea to Practice. IntechOpen, 2022,  (online)
- Brooke Bottoni, Yasmine Moolenaar, Anthony Hevia, Thomas Anchor, Kyle Benko, Rainer Knauf, Klaus Jantke, Avelino Gonzalez, Annie Wu: Character Depth and Sentence Diversification in Automated Narrative Generation. In: Proceedings of the 33rd International FLAIRS Conference (FLAIRS-33). AAAI, 2020, pp. 21-26, ISBN 978-1-57735-821-3. (online)
- Oksana Arnold, Klaus P. Jantke: Educational Gamification & Artificial Intelligence. ADICOM Tech Report 03-2018, Version 1.00, ADICOM Software KG, Weimar, 17. Dezember 2018, ISSN 2627-0757 (online)
- Klaus P. Jantke: No Thrill - No Skill. Ein systematischer Zugang zum Konzept Gamification. ADICOM Tech Report 02-2018, Version 1.00, ADICOM Software KG, Weimar, 26. November 2018, ISSN 2627-0757 (online)
- Klaus P. Jantke, Sebastian Drefahl, Oksana Arnold: The Power and the Limitations of Concepts for Adaptivity and Personalization Characterized by Benchmarks of Inductive Inference. ADICOM Tech Report 01-2018, Version 1.00, ADICOM Software KG, Weimar, 31. Oktober 2018, ISSN 2627-0757 (online)
- Klaus P. Jantke, Oksana Arnold: Mining HCI Data for theory of Mind Induction. In: Ciza Thomas (Hrsg.): Data Mining. IntechOpen, 2018, ISBN 978-1-78923-597-5, (online)
- Klaus P. Jantke: Mobile Learning – vom Werkzeug zum Assistenten. In: Claudia de Witt, Christina Gloerfeld (Hrsg.): Handbuch Mobile Learning. Springer Fachmedien, Wiesbaden 2018, ISBN 978-3-658-19122-1.
- Klaus P. Jantke: PCP-Spiele. Fraunhofer-Institut für Digitale Medientechnologie IDMT, Erfurt 2016. (online)
- Klaus P. Jantke, Sebastian Drefahl: Theory of Mind Modeling and Induction: Ausdrucksfähigkeit und Reichweite. ADISY Tech Report 03/2016, ADISY Consulting, Weimar 2016. (online)
- Susanne Friedemann, Lisa Baumbach, Klaus P. Jantke: Textbook Gamification Transforming Exercises into Playful Quests by Using Webble Technology. In: Markus Helfert, Maria Restivo, Susan Zvacek, James Uhomoibhi (Hrsg.): Proceedings of the 7th International Conference on Computer Supported Education. SCITEPRESS, 2015, ISBN 978-989-758-107-6. (online)
- Klaus P. Jantke, Tim Hume: Digitale Rollenspiele auf Tablets. Fraunhofer-Institut für Digitale Medientechnologie IDMT, Erfurt 2015. (online)
- Klaus P. Jantke: Dramaturgical Design of the Narrative in Digital Games (Chapter 63). In: Magda Romanska (Hrsg.): The Routledge Companion to Dramaturgy (= Routledge Companions). 2015, ISBN 978-0-415-65849-2, S. 370–374. (online)
- Klaus P. Jantke: Eine Taxonomie für digitale Spiele. Universitätsbibliothek Ilmenau, Ilmenau 2008, ISSN 1617-9048. (online)
- Klaus P. Jantke: Serious Games – eine kritische Analyse. In: 11. Workshop Multimedia in Bildung und Unternehmen. TU Ilmenau, 2007, ISSN 1436-4492 (online)
- Klaus P. Jantke: Informatik und Künstliche Intelligenz - Beiträge zur Adaptivität einer kommenden Generation intelligenter eLearning-Systeme. In: Christoph Igel und Reinhard Daugs (Hrsg.): Handbuch eLearning. Verlag Kurt Hofmann, Schorndorf, 2005, ISBN 978-3-7780-4500-8, (online)
- Klaus P. Jantke, Hans-Rainer Beick: Combining Postulates of Naturalness in Inductive Inference. Elektron. Informationsverarbeitung und Kybernetik EIK 17(1981)7/8, S. 465–484 (online).

### Als Herausgeber (Auswahl)
- Klaus P. Jantke, Gunther Kreuzberger (Hrsg.): Knowledge media technologies: First International Core-to-Core Workshop. Universitätsbibliothek Ilmenau, Ilmenau 2008, ISSN 1617-9048 (online)
- Ljupco Todorovski, Nada Lavrac, Klaus P. Jantke (Hrsg.): Discovery Science, 9th International Conference, DS 2006, Barcelona, Spain, October 7-10, 2006. Springer, Berlin / Heidelberg / New York / London / Paris / Tokyo / Hong Kong / Barcelona / Budapest 2006, ISBN 3-540-46491-3. (online)
- Klaus P. Jantke, Aran Lunzer, Nicolas Spyratos, Yuzuru Tanaka (Hrsg.): Federation Over the Web: International Workshop, Dagstuhl Castle, Germany. Springer, Berlin / Heidelberg / New York 2006, ISBN 3-540-31018-5.
- Richard Gavalda, Klaus P. Jantke, Eiji Takimoto (Hrsg.): Algorithmic Learning Theory, 14th International Workshop, ALT 2003, Sapporo, Japan, October 17-19, 2003, Proceedings. Springer, Berlin / Heidelberg / New York 2003, ISBN 3-540-39624-1. (online)
- Klaus P. Jantke (Hrsg.): Von E-Learning bis E-Payment 2003: Das Internet als sicherer Marktplatz ; Tagungsband LIT '03. Akademische Verlagsgesellschaft AKA, Berlin 2003, ISBN 3-89838-047-5.
- Klaus P. Jantke, Ayumi Shinohara (Hrsg.): Discovery Science, 4th International Conference, DS 2001, Washington, DC, USA, November 25-28, 2001 Proceedings. Springer, Berlin / Heidelberg / New York 2001, ISBN 3-540-45650-3. (online)
- Klaus P. Jantke, Takeshi Shinohara, Thomas Zeugmann (Hrsg.): Algorithmic Learning Theory, Sixth International Workshop, ALT '95, Fukuoka, Japan, October 18-20, 1995, Proceedings. Springer, Berlin / Heidelberg / New York 1995, ISBN 3-540-47470-6. (online)
- Klaus P. Jantke, Steffen Lange (Hrsg.): Algorithmic Learning for Knowledge-Based Systems. GOSLER Final Report. Springer, Berlin / Heidelberg / New York 1995, ISBN 3-540-60217-8. (online)
- Klaus P. Jantke (Hrsg.): Impulse für Informatik-Innovationen. Infix, Sankt Augustin 1997, ISBN 3-89601-009-3.
- Setsuo Arikawa, Klaus P. Jantke (Hrsg.): Algorithmic Learning Theory. 4th International Workshop on Analogical and Inductive Inference, AII '94, 5th International Workshop on Algorithmic Learning Theory, ALT '94, Reinhardsbrunn Castle, Germany, October 10-15, 1994. Springer, Berlin / Heidelberg / New York / London / Paris / Tokyo / Hong Kong / Barcelona / Budapest 1994, ISBN 3-540-58520-6 (online)
- Klaus P. Jantke, Shigenobu Kobayashi, Etsuji Tomita, Takashi Yokomori (Hrsg.): Algorithmic Learning Theory, Fourth International Workshop, ALT '93, Tokyo, Japan, November 8-10, 1993, Proceedings. Springer Berlin / Heidelberg / New York 1993, ISBN 3-540-57370-4. (online)
- Shuji Doshita, Koichi Furukawa, Klaus P. Jantke, Toyoaki Nishida (Hrsg.): Algorithmic Learning Theory, Third Workshop, ALT '92, Tokyo, Japan, October 20-22, 1992, Proceedings. Springer Berlin / Heidelberg / New York 1993, ISBN 3-540-57369-0. (online)
- Klaus P. Jantke (Hrsg.): Analogical and Inductive Inference, International Workshop AII '92, Dagstuhl Castle, Germany, October 5-9, 1992. Springer, Berlin / Heidelberg / New York 1992, ISBN 3-540-56004-1. (online)
- Jürgen Dix, Klaus P. Jantke, Peter H. Schmitt (Hrsg.): Nonmonotonic and Inductive Logic. Springer, Berlin / Heidelberg / New York / London / Paris / Tokyo / Hong Kong / Barcelona / Budapest 1991, ISBN 3-540-54564-6.
- Hartmut Ehrig, Klaus P. Jantke, Fernando Orejas, Horst Reichel (Hrsg.): Recent Trends in Data Type Specification. 7th Workshop on Specification of Abstract Data Types, Wusterhausen/Dosse, Germany, April 17-20, 1990. Springer, Berlin / Heidelberg / New York 1990, ISBN 3-540-54496-8. (online)
- Jan Grabowski, Klaus P. Jantke, Helmut Thiele (Hrsg.): Grundlagen der Künstlichen Intelligenz. Eine Einführung in Einzelbeiträgen. Akademische Verlagsgesellschaft AKA, Berlin 1989, ISBN 3-05-500601-1. (online)
- Klaus P. Jantke (Hrsg.): Analogical and Inductive Inference, International Workshop AII '89, Reinhardsbrunn Castle, GDR, October 1-6, 1989. Springer, Berlin / Heidelberg / New York 1989, ISBN 3-540-51734-0. (online)
- Klaus P. Jantke (Hrsg.): Analogical and Inductive Inference, International Workshop AII '86, Wendisch-Rietz, GDR, October 6-10, 1986. Springer, Berlin / Heidelberg / New York 1987, ISBN 3-540-18081-8. (online)
- Wolfgang Bibel, Klaus P. Jantke (Hrsg.): Mathematical Methods of Specification and Synthesis of Software Systems, MMSSSS'95, Proceedings of the International Spring School, Wendisch-Rietz, GDR, April 22-26, 1985. Springer, Berlin / Heidelberg / New York 1986, ISBN 3-540-16444-8 (online).

## Filmografie
- Fraunhofer Talent School Medien und Technologie 2009 (online)
- Fraunhofer Talent School Medien und Technologie 2010 (online)
- Fraunhofer Talent School Medien und Technologie 2011 (online)
- Fraunhofer Talent School Medien und Technologie 2012 (online)
- Achtung, Computer! Macht uns das Internet dumm? (2012)
- titel, thesen, temperamente, 2012 (online)
- Fraunhofer Talent School Medien und Technologie 2013 (online)
- Fraunhofer Talent School Medien und Technologie 2014 (online)
- Fraunhofer Talent School Medien und Technologie 2015 (online)
- AI on the Fly, 2022 (online)
- World Industrial Design Conference, 2022 (online)